# Белуджистанская песчанка
Белуджистанская песчанка (лат. Gerbillus nanus) — вид грызунов подсемейства песчанковых семейства мышиных.
Научное название вида была впервые опубликована Блэнфордом (англ. Blanford) в 1875 году.

## Район обитания
Страны проживания: Афганистан, Алжир, Чад, Индия, Иран, Ирак, Мали, Мавритания Марокко, Нигер, Оман, Пакистан, Саудовская Аравия, Тунис, Объединенные Арабские Эмираты, Йемен. То есть вид распространён от Марокко до Сомали и западного Пакистана. Обитает в пустынных, полупустынных, пахотных землях и садах. Встречается в основном в частях пустыни с относительно глубоким грунтом и обильной растительностью, например, вади, оазисы, песчано-глинистые равнины.
Обитает в гористой местности, пустынных, полупустынных, пахотных землях, садах и кустарниках. Встречается в основном в частях пустыни с относительно глубоким грунтом и обильной растительностью, например, вади, оазисы, песчано-глинистые равнины.

## Описание
В длину достигает 6,4 сантиметров, вес около 25,5 грамм. Температура тела около 38,8 °C.
Их продолжительность жизни составляет около 4,5 лет. Популяция вида стабильна.